# Geosesarma dennerle
Geosesarma dennerle (zuvor bekannt als Geosesarma sp. „Vampir“ beziehungsweise fälschlich als Geosesarma bicolor angesprochen) ist eine Krabbe aus der Gattung Geosesarma in der Familie der Sesarmidae. Wie alle Geosesarma-Arten ist Geosesarma dennerle eine hochspezialisiert an das Landleben angepasste Süßwasserkrabbe.

## Namensherkunft
Der deutschsprachige Name „Vampirkrabbe“ bezieht sich auf die auffälligen, gelb bis orange gefärbten Augen dieser Krabben. Die Firma Dennerle übernahm die Namenspatenschaft im wissenschaftlichen Art-Epitheton. Sie hatte die Forschung der Autoren (Erstbeschreiber) gefördert.
Der Gattungsname bezieht sich die Vorsilbe Geo (γῆ ge = Erde) mit Bezug auf die Erde wegen der gattungstypisch stark ausgeprägten Spezialisierung auf das Landleben und die Familie der Sesarmidae.

## Erstbeschreibung
Die Erstbeschreibung wurde am 16. Januar 2015 in „The Raffles Bulletin of Zoology“, Volume 63:3-13, veröffentlicht. Die dort beschriebenen Geosesarma dennerle zeigen ein vorher im Handel und in der Terraristik fälschlicherweise als Geosesarma bicolor angesprochenes Taxon mit klar zweigeteilter, hälftiger Rückenfarbe und gelben Augen. Unklar war zunächst der Status der beiden Taxa Geosesarma „Vampir“, der ursprünglich häufiger importierten, variablen Vampirkrabbenform mit großem gelblichem Fleck auf dem Rückenschild und orangefarbenen bis weinroten Augen und Geosesarma „Blue“, einem zuvor unbestimmten Taxon mit zweigeteiltem, braun-blauem Carapax und hellgrünen Augen, auch „Blaue Vampirkrabbe“ genannt. Laut den Erstbeschreibern gehören diese Taxa auch zu Geosesarma dennerle, eventuell auch Geosesarma bicolor, die als „Krakatau-Vampirkrabbe“ bezeichnet wurde.
Vor der Erstbeschreibung von Geosesarma dennerle waren bislang vier Arten von Geosesarma von der Insel Java erstbeschrieben worden:
- G. noduliferum (De Man, 1892) aus Bogor, westliches Java
- G. confertum (Ortmann, 1894) aus Gunung Gede, westliches Java
- G. rouxi (Serène, 1968b) aus Poedjon, Zentral-Java

und
- G. bicolor (Ng & Davie, 1995) aus Ujung Kulon, westliches Java.

## Erscheinungsbild
Beide Geschlechter haben im semiadulten und in adultem Zustand hell- bis tiefviolette Scheren. Ihr annähernd quadratischer, nur unwesentlich breiter als langer Rückenschild ist bei Geosesarma dennerle sensu stricto mit zweigeteilter, hälftiger Rückenfärbung (dunkelviolett/cremegelb) ausgestattet. Die Augenfarbe ist gelb. Da die Erstbeschreiber die Formen „Vampir“ und „Blue“ miteinbezogen haben, kommen auch ausschließlich bläulich gefärbte Rückenschilde („Blue“) und cremegelbe Rückenschildfärbungen ("Vampir") vor. Jüngere Tiere sind tarnfarben dem Untergrund angepasst. Die Carapaxbreite beträgt bei beiden Geschlechtern 15–25 mm.

## Geschlechtsunterschiede
Die männlichen Tiere haben in der Regel breiter ausgebildete Scheren, die Weibchen in der Regel dünnere. Eine sichere Unterscheidung der Geschlechter gelingt wie allgemein bei Krabben anhand der Bauchklappe. Männchen haben eine schmale Bauchklappe, Weibchen eine breite.

## Verbreitungsgebiet
Geosesarma dennerle wurde 2015 für die Wissenschaft in einem Flusstal im zentralen Bereich der Insel Java entdeckt. Gefangen und exportiert wurde sie schon zuvor. Einer der Entdecker und Erstbeschreiber, Chris Lukhaup, erklärte, dass sie zuvor „zehn Jahre lang als Haustiere gehandelt wurden, ohne dass irgendjemand wusste, woher sie ursprünglich stammen“.

## Lebensraum
Geosesarma dennerle lebt nachtaktiv  in feuchten Gebieten an Gewässerrändern, meist Bächen. Sie leben an den Hängen eines Tales, unter und zwischen Felsen, unterhalb dichter Vegetation. Jungtiere sind oft an der Grenze von Wasser zu Land zu finden.

## Lebensweise
In-situ-Beobachtungen erhärteten, dass sich Geosesarma dennerle hauptsächlich von kleinen Land-Insekten wie Grashüpfern, aber – so die Vermutung der Erstbeschreiber – wahrscheinlich auch von im Wasser lebenden Mückenlarven und teils auch von Detritus ernährt.
Terrarienbeobachtungen zufolge ernährt sich die Krabbe hauptsächlich carnivor. Dabei geht sie auch auf Jagd, beispielsweise auf den als Futtertier in Aquarien eingeführten südamerikanischen Flohkrebs Hyalella azteca oder auf Zwerggarnelen. Wie viele Krabben braucht sie auch getrocknetes Laub zu ihrer Ernährung.

## Terraristik

### Erstimport
Geosesarme dennerle wurde im März 2006 erstmals in Deutschland eingeführt, wobei unklar ist, ob dies damals die beschriebene Farbform mit hälftig zweifarbenen Rückenschild war. Als Herkunft war Indonesien bekannt, teils war fälschlich Sulawesi angegeben. Zunächst wurde das Taxon fälschlicherweise als Geosesarma bicolor angesprochen, diese Praxis kann teils noch vorgefunden werden.

### Haltung
Im Aquaterrarium genügt ein Wasserstand von 5 cm. Der Temperaturbereich sollte zwischen 20 und 27 °C liegen. Geosesarma dennerle sollte wegen ihrer außerartlichen Aggressivität nicht zusammen mit anderen Geosesarma-Arten gehalten werden. Eine Haltung mit Weibchenüberschuss ist von Vorteil.

### Vermehrung/Zucht
Die Erstbeschreiber Ng et al. weisen in ihrer Erstbeschreibung darauf hin, dass die Geosesarma-Arten in ihrem natürlichen Lebensraum gefährdet sind und dass der Heimtiermarkt vermehrt auf Nachzuchten zurückgreifen sollte.
Eine solche Vermehrung ist im Aquaterrarium mit vielen Verstecken ohne Probleme möglich. Weibchen graben sich Höhlen. Frisch von ihnen entlassene Jungkrabben sind tarnfarben braun. Die Anzahl der Jungkrabben liegt zwischen 20 und 80 Individuen. Ihr Carapax-Durchmesser beträgt 1 mm.